# Саставци (Козара)
Саставци су предио на Козари испод Витловске у њеном средишњем дијелу на надморској висини од 314 метара.
У Саставцима се улива Грачаница у Мљечаницу. Ушће двију ријека је суток, а ушће два потока става.
Народ је усвојио компромисни хидротопоним саставци, који је врло чест и врло описан, а означава мјесто гдје се састају двије ријечице. Овај хидротопоним је одредио и име ове локације под Витловском. Налази се на путу Међувође - Пашини Конаци.